# Knighton Park
Knighton Park - park położony w południowej części miasta Leicester o powierzchni 78 hektarów otwarty w 1932 roku.
Przez park przepływa mała rzeka Saffron Brook. W parku znajduje się rezerwat przyrody z żyjącym ptactwem dzikim.
Park porośnięty różnymi gatunkami drzew, krzewów, kwiatów.
Park posiada dwa boiska do piłki nożnej, dwa korty tenisowe, plac golfowy, siłownię na wolnym powietrzu oraz plac zabaw.
Park otoczony jest ulicami Palrmeston Way, Leicester Road, Brighton Ave. Od strony zachodniej parku znajduje się tor wyścigów konnych Leicester Racecourse.